# Johann August Scheibner

Johann August Scheibner

Johann August Scheibner (* 4. Februar 1810 in Ehrenfriedersdorf; † 11. August 1888) war ein deutscher Politiker.
Der aus der benachbarten Bergstadt Ehrenfriedersdorf stammende Scheibner war vom 24. August 1843 bis zum 31. Januar 1881 Bürgermeister der erzgebirgischen Stadt Annaberg. Von 1845 bis 1854 war er mit einer kurzen Unterbrechung in den Revolutionsjahren 1848 bis 1850 als Vertreter des 11. städtischen Wahlkreises Abgeordneter in der II. Kammer des Sächsischen Landtags. Dabei war er auf den Landtagen 1850/51 und 1851/52 Sekretär der Kammer. Anlässlich seines Eintritts in den Ruhestand wurde er am 31. Januar 1881 in Anerkennung seiner „durch gerechte und weise Amtsführung“ erworbenen Verdienste zum Ehrenbürger von Annaberg ernannt.